# Hållsjön, Ångermanland
Hållsjön är en sjö i Kramfors kommun i Ångermanland och ingår i Nätraån-Ångermanälvens kustområde. Sjön har en area på 0,186 kvadratkilometer och ligger 31,4 meter över havet.

## Delavrinningsområde
Hållsjön ingår i det delavrinningsområde (698384-162275) som SMHI kallar för Utloppet av Hållsjön. Medelhöjden är 85 meter över havet och ytan är 2,1 kvadratkilometer. Räknas de 3 avrinningsområdena uppströms in blir den ackumulerade arean 14,91 kvadratkilometer. Vattendraget som avvattnar avrinningsområdet har biflödesordning 2, vilket innebär att vattnet flödar genom totalt 2 vattendrag innan det når havet efter 4,6 kilometer. Avrinningsområdet består mestadels av skog (66 procent) och jordbruk (11 procent). Avrinningsområdet har 0,27 kvadratkilometer vattenytor vilket ger det en sjöprocent på 13 procent.